# 文斯·佐丹奴
文斯·佐丹奴（Vince Giordano，1952年3月11日—）是一名美國色士風演奏家，以及紐約的夜鷹樂團領隊。他擅長演奏1920年代和1930年代的爵士樂，他的主要樂器是低音色士風。文斯·佐丹奴與夜鷹樂團曾為電視節目和電影的原帶聲演奏，包括HBO電視劇《酒私風雲》和活地·亞倫的音樂喜劇電影《Everyone Says I Love You》。

## 音樂生涯
佐丹奴在五歲時，就在發條式留聲機（Victrola）上聽1920年代的音樂。15歲時，他專業演奏弦樂提琴和低音色士風，並向比爾·沙利斯學習編曲，像1920年代和30年代的舞曲樂隊一樣。他曾與New Paul Whiteman管弦樂隊、Bix Beiderbecke紀念爵士樂團、紐約爵士樂劇團和利昂·雷德伯恩一起演出。他的夜鷹樂團演奏的音樂來自於早期的爵士樂，如傑利·羅爾·莫頓、路易斯·岩士唐和艾靈頓公爵。
他的音樂和表演天賦在法蘭斯·哥普拉的電影《棉花俱樂部》中發揮起來，令他與狄克·海曼的管弦樂隊合作，為活地·亞倫作半打配樂，最著名是在活地·亞倫的《甜蜜與卑微》中辛·潘的樂隊擔任低音演奏家。佐丹奴和夜鷹樂團曾為電影《娛樂大亨》、《隔窗友緣》、《CIA驚天殺局》、《大犯罪家》、HBO迷你劇《幻世浮生》和HBO電視劇《酒私風雲》等作配樂。

## 收藏
佐丹奴是一位音樂歷史學家和收藏家，他的收藏有超過6萬張樂譜。他在Michael Segall的《The Devil's Horn: The Story of the Saxophone》（2006年）中被列為「Thornton Hagert和民間音樂研究音樂檔案的朋友」。2011年，他出現在PBS的《Michael Feinstein's American Songbook》系列節目中，披露了他來自大美國歌譜中的珍品。他的收藏品包括大樂隊編曲、無聲電影配樂、78-rpm唱片、鋼琴滾筒和一個留聲機。

## 獎項和榮譽
格林美獎最佳影視媒體作品作曲專輯——《酒私風雲 卷1：HBO劇集音樂》（2012年）

## 外部連結
- Official website （页面存档备份，存于）
- Interview at NPR （页面存档备份，存于）
- Review in Show Business Weekly